# Joeropsis neozealandica
Joeropsis neozealandica är en kräftdjursart som beskrevs av Charles Chilton 1909. Joeropsis neozealandica ingår i släktet Joeropsis och familjen Joeropsididae.
Artens utbredningsområde är havet kring Nya Zeeland. Inga underarter finns listade i Catalogue of Life.